# 대한민국 헌법 제24조
대한민국 헌법 제24조는 선거권에 대한 대한민국 헌법의 조항이다.

## 본문
모든 국민은 법률이 정하는 바에 의하여 선거권을 가진다.

## 내용
- 선거권(평등선거)

## 판례
- 헌법은 제24조에서 모든 국민은 '법률이 정하는 바'에 의하여 선거권을 가진다고만 규정함으로써 선거권연령의 구분을 입법자에게 위임하고 있다. 이와 같이 선거권연령의 구분이 입법자의 몫이라 하여도, 선거권연령에 이르지 못한 국민들의 선거권이 제한되고 그들과 선거권연령 이상의 국민들 사이에 차별취급이 발생하므로, 이에 관한 입법은 국민의 기본권을 보장하여야 한다는 헌법의 기본이념과 연령에 의한 선거권제한을 인정하는 보통선거제도의 취지에 따라 합리적인 이유와 근거에 터잡아 합목적적으로 이루어져야 할 것이며, 그렇지 아니한 자의적 입법은 헌법상 허용될 수 없다[1]

## 같이 보기
- 대한민국 헌법 제2장
- 공직선거법
- 국민투표법
- 선거권
- 피선거권
- 국민투표권
- 국민소환권